# Campylium laxifolium
Campylium laxifolium là một loài rêu trong họ Amblystegiaceae. Loài này được Engelmark & Hedenäs mô tả khoa học đầu tiên năm 1990.